# 蘇我娼子
蘇我 娼子（そがのしょうし／そがのまさこ、生没年未詳）は飛鳥時代後期の蘇我氏の女性。「娼子」という名前は『尊卑分脈』に依る物で、『公卿補任』では蘇我 媼子（そがのおんし／そがのおうなこ）と書かれている。

## 略歴
天武朝末期頃に藤原不比等に嫁ぎ、武智麻呂、房前、宇合の三男を儲けた（但し、宇合については武智麻呂、房前と生年が離れるため、疑問を呈する意見も根強い）。『藤氏家伝』では武智麻呂が幼いうちに死亡したとされており、大宝元年（701年）頃に不比等と再婚した県犬養三千代について『続日本紀』に「（不比等の）後妻」と書かれていることから、娼子は藤原不比等の最初の正室で大宝元年までには死去したことが分かる。しかし、『日本書紀』などの同時代史料には全く記載がないため、事績には不明の点が多い。

## 家系
- 父：蘇我連子
- 母：未詳
  - 兄：蘇我安麻呂

- 夫：藤原不比等
  - 長男：藤原武智麻呂
  - 次男：藤原房前
  - 三男：藤原宇合